# Bluesky
Bluesky è un social media e rete sociale statunitense sviluppato dall'omonima azienda. 
Bluesky è una piattaforma di microblogging che usa AT Protocol (protocollo di trasferimento autenticato), un protocollo decentralizzato per social network inizialmente sviluppato da Twitter Inc. La piattaforma è disponibile per Android, iOS e web.

## Sviluppo

Numero di utenti registrati su Bluesky.

Nel 2019 Twitter aveva finanziato un piccolo gruppo di sviluppatori per creare un protocollo decentralizzato per social network. Il 7 febbraio 2022 è stata creata una public benefit limited liability company (PB LLC). Jay Graber è amministratrice delegata mentre Jack Dorsey e Jeremie Miller fanno parte del consiglio di amministrazione. I primi dipendenti sono stati assunti all'inizio del 2022. La piattaforma ha aperto una lista d'attesa nell'ottobre 2022. Bluesky è disponibile sull'App Store per iOS dal 1º marzo 2023 e dal 19 aprile 2023 su Google Play per Android.
Il codice sorgente di Bluesky è stato pubblicato su GitHub con licenza MIT nel maggio 2023. Bluesky ha raggiunto un milione di iscritti nel settembre 2023. Dal 21 dicembre 2023 Bluesky cambia logo con una farfalla blu e rende possibile leggere i post anche ai non iscritti. Dal 6 febbraio 2024 è possibile registrarsi al social network senza bisogno di codici invito; il giorno seguente Bluesky è arrivato a 4 milioni di iscritti. Dal 22 febbraio 2024 Bluesky diventa un social network federato, permettendo agli utenti di creare server propri.
Nel novembre 2024 ha avuto una crescita di iscrizioni, superando i 20 milioni di utenti registrati.